# Eurema sari
Eurema sari är en fjärilsart som först beskrevs av Thomas Horsfield 1829.  Eurema sari ingår i släktet Eurema och familjen vitfjärilar. Inga underarter finns listade i Catalogue of Life.

## Bildgalleri

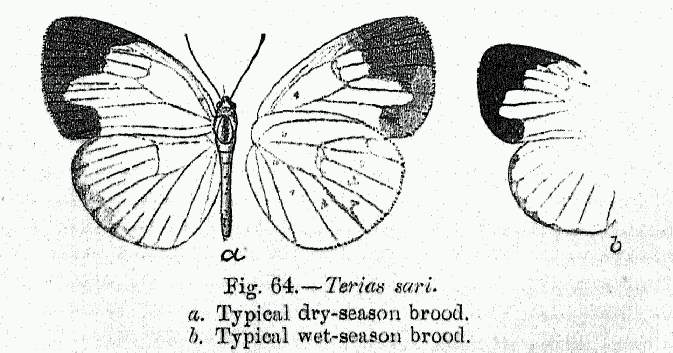
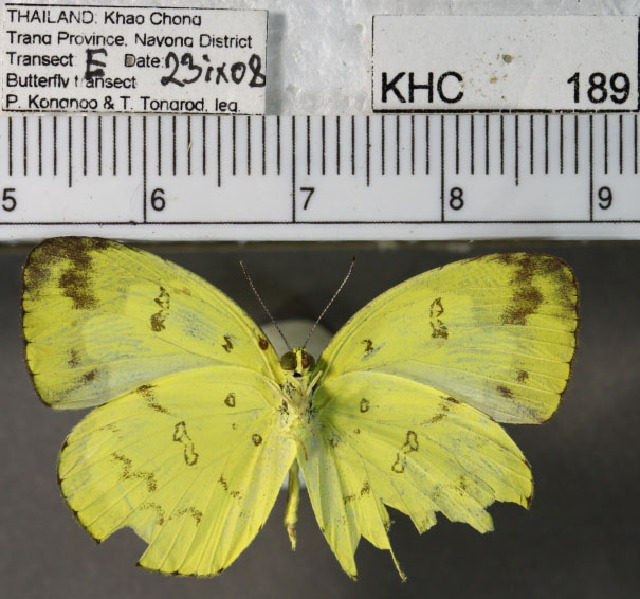